# Mitsubishi Cable Industries
La Mitsubishi Cable Industries (三菱電線工業?) è un'azienda giapponese del gruppo Mitsubishi Materials, a sua volta facente parte del keiretsu Mitsubishi. Si occupa della produzione di cavi elettrici ed elettronici, tenute meccaniche, fibre ottiche, componenti elettronici per automobili e di trasmettitori per reti wireless.

## Storia
La compagnia è stata fondata il 28 giugno 1917 con il nome di Dainchi Densen, ma assunse l'attuale fisionomia societaria solamente tra il 1964 (in occasione della fusione con la Nippon Cables e il conseguente cambio di nome in Dainichi Nippon Cables) e il 1986, anno in cui l'azienda assunse la denominazione di Mitsubishi Cables Industries. Tra il 1949 e il 2010 l'azienda fu inoltre quotata presso la Borsa di Tokyo, uscendone in seguito alla trasformazione in società sussidiaria della Mitsubishi Materials Corporation

## Sedi e impianti
L'azienda è dotata di otto sedi, facenti capo a quella principale di Tokyo. Ad esse si affiancano sei stabilimenti e quattro laboratori di ricerca, ciascuno di essi specializzato in un preciso ramo della produzione aziendale. La compagnia conta inoltre sei aziende sussidiarie, tra cui una avente sede negli Stati Uniti.

## Sport
La sezione calcistica del circolo sportivo dell'impianto di Amagasaki vanta quattro partecipazioni nelle prime edizioni del secondo raggruppamento della Japan Soccer League, all'epoca massimo livello del campionato giapponese di calcio. Nella stagione in cui la squadra esordì nel torneo (1972) si mise in evidenza il dipendente Akio Okuda, capocannoniere della competizione con 14 reti.